# Rolls-Royce Phantom Drophead Coupé

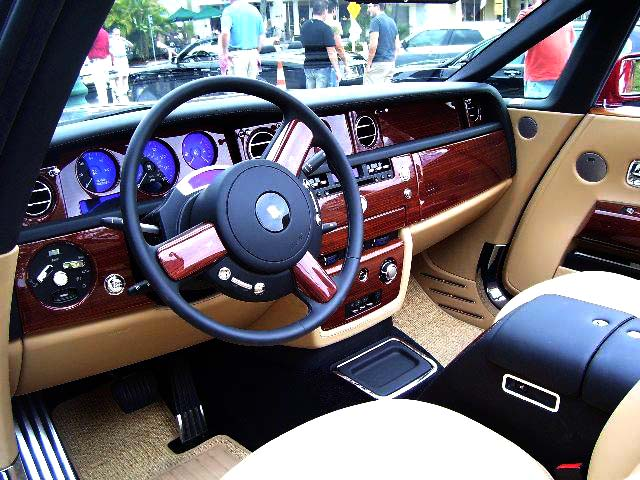
Interiör.

Rolls-Royce Phantom Drophead Coupé är en cabriolet från den brittiska biltillverkaren Rolls Royce. Modellen premiärvisades 7 januari 2007 på North American International Auto Show i Detroit.  Phantom Drophead Coupé är baserad på den vanliga Phantommodellen men har 25 cm kortare hjulbas. Den är mycket lik konceptbilen 100EX som visades 2004 till företagets hundraårsjubileum. Tillverkningen startade sommaren 2007. I februari 2016 meddelade Rolls-Royce att tillverkningen upphör i slutet av året.

## Teknik
Phantom Drophead Coupé baseras på den vanliga Phantommodellen men har ett chassi med  25 cm kortare hjulbas. Motorn är en V12 på 6 750 cc cylindervolym och har 460 hästkrafter. Motorn är en utveckling av BMW:s motsvarighet och tillverkas i München i Tyskland. Den automatiska växellådan är sexstegad och drivningen sker på bakhjulen.
Bilens chassi är uppbyggt kring en aluminiumram byggd i spaceframe-teknik. Även karosspanelerna (skärmar, dörrsidor med mera) är i aluminium och både ram och karosspanelerna tillverkas i en av BMW:s fabriker i Dingolfing i Tyskland. Bilen är utrustad med luftfjädring. Inuti bilen finns en ljudanläggning med 15 högtalare. 
De flesta av bilens funktioner styrs från en kontrollpanel där man navigerar sig genom olika menyer på en LCD-skärm på instrumentpanelen med hjälp av ett vridreglage med klickfunktion. I fronten har man placerat lysdioder i stället för konventionella strålkastararmaturer med glödlampor.

## Design
Bilens formgivning är starkt inspirerad av 1930-talets Art Deco, blandad med moderna designattribut. Man vill även föra tankarna till gamla tiders lyxyachter. Kännetecknande för modellen är att motorhuven och ramen som omger kylargrillen är tillverkade i borstat rostfritt stål. Även vindruteramen är klädd i detta material. Sufflettluckan är täckt med stavar av teak enligt samma metod som när man lägger ett däck på träbåtar. Interiören är i läder och trä.

## Speciella finesser

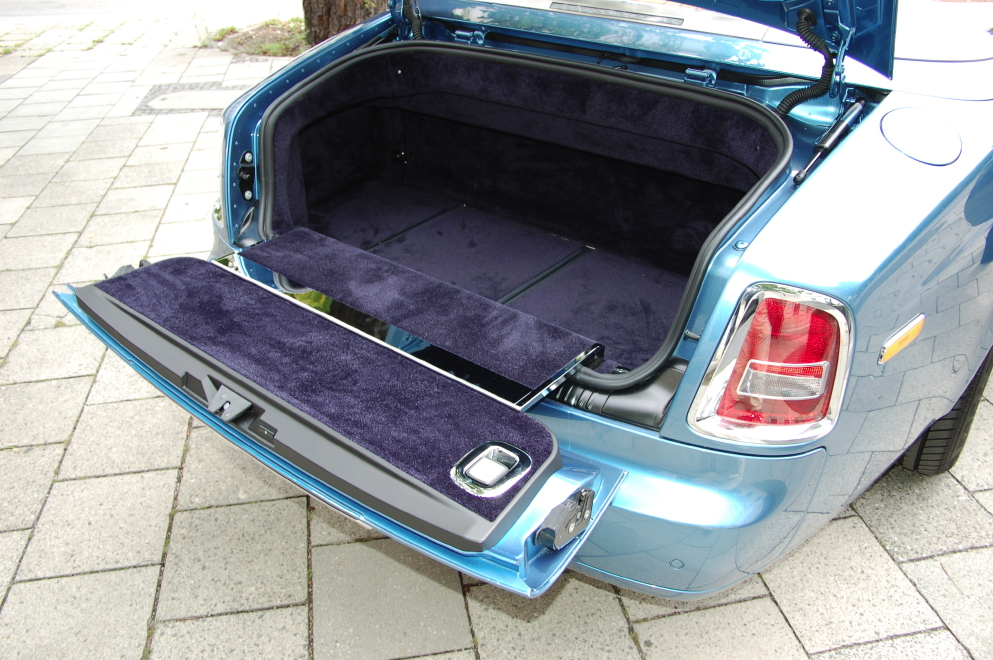
Picnic Boot. Den nedfällda delen tål en belastning på 150 kg.

- På instrumentpanelen finns en mätare, "Power Reserve", som talar om hur stort effektuttaget är ur motorn.
- Dörrarna har gångjärnen i bakkant och öppnas bakåt. En elektrisk spärr ser till att dörrarna inte kan öppnas under färd. För att underlätta stängning inifrån kan dörrarna stängas elektriskt genom en knapptryckning. I dörrarna finns även förvaringsfack för paraply. För att undvika mögel är tyget på varje paraply teflonbelagt. Facken är elektriskt uppvärmda och försedda med fläktar för att torka eventuell fukt.
- Kylarprydnaden Spirit of Ecstasy fälls ner elektriskt i kylaren, antingen genom en knapptryckning på instrumentpanelen eller då man tar ur nyckeln ur tändningslåset.
- Bagageluckan är delad i två delar och den nedre delen går att fälla ner och blir en bekväm bänk som tål en belastning på 150 kg. Finessen kallas för "Picnic Boot".
- RR-logotypen på navkapslarna är nästan alltid rättvänd, även under färd. Navkapseln är upphängd i ett kullager och en tyngd gör att den roterar i motsatt riktning mot hjulet. Detta gör då att texten 'RR' hela tiden står stilla och alltid är rättvänd i farter upp till 100 km/h.

## Tillverkningen upphör
Den 23 februari 2016 meddelade Rolls-Royce att tillverkningen av Phantom skulle upphöra i slutet av året. En ersättare är beräknad att lanseras tidigt 2018. Dock kommer kupé- och cabrioletmodellerna inte få några efterföljare. Som avslutning kommer Phantom Coupé och Phantom Drophead Coupé att tillverkas i en specialserie om 50 exemplar kallad Phantom Zenit.